# Шломціон
Шломціон (івр. שלומציון) — політична партія Ізраїлю, створена Аріелем Шароном 1977 року для участі у виборах того ж року. Після виборів Шломціон влилась до складу партії Лікуд.